# Прудище (Усвятський район)
Прудище (рос. Прудище) — присілок в Усвятському районі Псковської області Російської Федерації.
Населення становить 33 особи. Входить до складу муніципального утворення Усвятська волость.

## Історія
Від 2015 року входить до складу муніципального утворення Усвятська волость.

## Населення
| 2001 | 2002 | 2010 |
| ---- | ---- | ---- |
| 39   | ↘27  | ↗33  |